# Canotaje en los Juegos Suramericanos de 2014: K2 1000 m
La prueba de K2 1000m masculina en Santiago 2014 se llevó a cabo el 12 de marzo de 2014 en la Laguna de Curauma, Región de Valparaíso. Participaron en la prueba 8 parejas.

## Resultados
| Rank              | Calle | Nacionalidad | Canotero                           | Tiempo Total | Diferencia |
| ----------------- | ----- | ------------ | ---------------------------------- | ------------ | ---------- |
| Medalla de oro    | 6     | Argentina    | Juan Cáceres Pablo de Torres       | 3:16.588     |            |
| Medalla de plata  | 2     | Brasil       | Gilvan Ribeiro Vagner Souta        | 3:19.586     | +2.998     |
| Medalla de bronce | 3     | Chile        | Fernando Nicolás René Susperreguy  | 3:20.235     | +3.647     |
| 4                 | 5     | Uruguay      | Sebastián Delgado Sebastían Romero | 3:26.851     | +10.263    |
| 5                 | 7     | Colombia     | Yojan Cano Edwin Amaya             | 3:28.148     | +11.560    |
| 6                 | 8     | Venezuela    | Héctor González Juan Pablo Montoya | 3:32.531     | +15.943    |
| 7                 | 4     | Ecuador      | Ernesto Rojas Washington Becerra   | 3:36.000     | +19.712    |
| 8                 | 9     | Perú         | Etnan García Jerson Sifuentes      | 3:58.378     | +41.790    |